# (31463) Michalgeci
1999 CC24 (asteroide 31463) é um asteroide da cintura principal. Possui uma excentricidade de 0.09276150 e uma inclinação de 3.97720º.
Este asteroide foi descoberto no dia 10 de fevereiro de 1999 por LINEAR em Socorro.